# 荒地满族镇
荒地满族镇，是中华人民共和国辽宁省葫芦岛市绥中县下辖的一个乡镇级行政单位。

## 行政区划
荒地满族镇下辖以下地区：
荒地社区、东荒地镇村、西荒地村、桑园村、榆林村、西李村、大郑村、尚家村、牛心屯村、拴科村、孙相村、西台屯村和杨保屯村。